# Flüssigerdgas

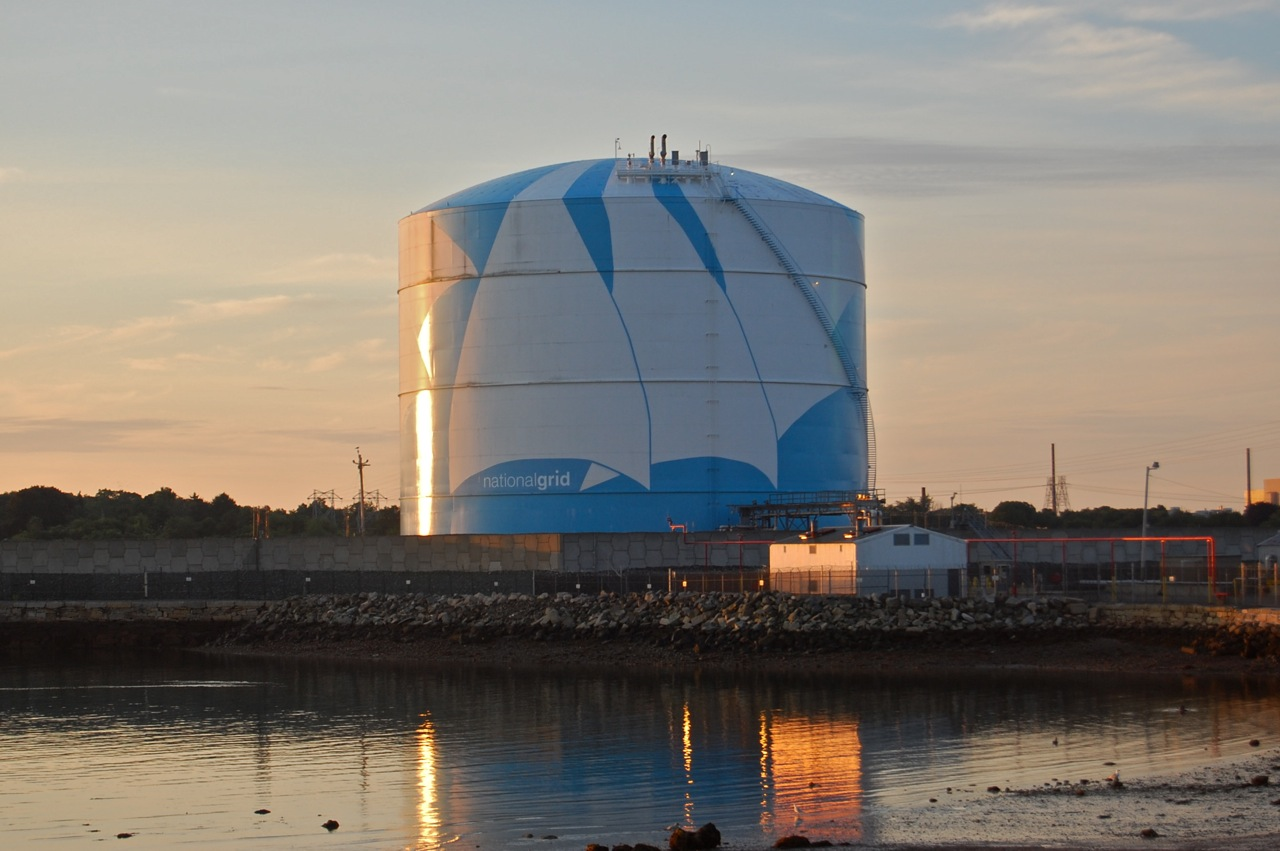
Flüssigerdgastank in Massachusetts

Flüssigerdgas (Abkürzung LNG für englisch liquefied natural gas oder GNL für französisch gaz naturel liquéfié) ist die Bezeichnung für verflüssigtes aufbereitetes Erdgas, das auf −161 bis −164 °C (112 bis 109 K) abgekühlt wird. LNG weist nur etwa ein Sechshundertstel des Volumens von gasförmigem Erdgas auf.
Flüssigerdgas ist zu unterscheiden von Flüssiggas (liquefied petroleum gas, LPG oder natural gas liquids, NGL) sowie flüssigem Biomethan (liquefied biomethane, LBM).
Besonders zu Transport- und Lagerungszwecken hat LNG/GNL große Vorteile. Ein wirtschaftlicher Transport von gasförmigem Erdgas ist nur in Rohrleitungen möglich. Flüssiggut kann hingegen in besonderen Transportbehältern (z. B. Dewargefäßen) auf dem Wasser, der Schiene und auf der Straße transportiert werden. Bislang spielte diese Art der Beförderung nur eine untergeordnete Rolle, da insbesondere der Energiebedarf für die aufwendige Verflüssigung bei etwa 10 bis 25 Prozent des Energieinhaltes des Gases liegt.
LNG ist nicht zu verwechseln mit dem deutschen Begriff Flüssiggas oder Autogas, das aus einem Gemisch von Propan und Butan besteht und sich bei deutlich höheren Temperaturen verflüssigen lässt als Erdgas.

## Herstellung, Transport und Lagerung

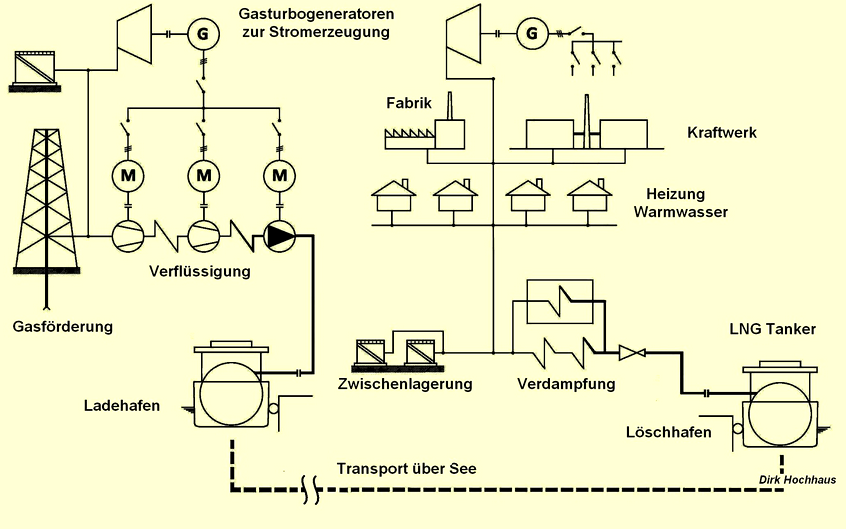
LNG-Gesamtsystem bestehend aus der Gasförderung, Verflüssigung, Be- und Entladung der LNG-Tanker, Vergasung, Zwischenlagerung und Transport zum Verbraucher

Das Erdgas wird gewöhnlich in Rohrleitungen von einer Erdgas-Förderstätte zu einer Gasverflüssigungsanlage oder einem Flüssigerdgasterminal in einem Hafen transportiert, wo es gespeichert, aufbereitet und durch Herunterkühlen verflüssigt wird. Erdgas enthält in der Regel eine Mischung aus Methan und schwereren Kohlenwasserstoffen sowie Stickstoff, Kohlendioxid, Wasser und weitere unerwünschte Bestandteile wie Schwefelverbindungen. Vor der Verflüssigung werden diese Komponenten teilweise entfernt, um zum Beispiel eine Verfestigung während der Verflüssigung zu vermeiden oder um Kundenanforderungen zu erfüllen. Dazu werden Verfahren wie Adsorption, Absorption und kryogene Rektifikation angewandt. Nach diesen Verfahrensschritten enthält das behandelte Erdgas nahezu reines Methan, mit einem Methangehalt von ca. 98 %. Danach wird das so veredelte gasförmige Erdgas zu LNG verflüssigt. Dazu wird das Erdgas beispielsweise in mehreren Schritten (mit jeweils aufeinanderfolgender Kompression, Abkühlung unter konstantem Druck, Linde-Verfahren) bis auf eine Temperatur von −162 °C heruntergekühlt. In LNG-Terminals wird das Flüssigerdgas im tiefkalten Zustand in isolierten Lagertanks (meist zylindrische Flachbodentanks) und unter atmosphärischem Druck bis zum weiteren Transport oder bis zur Regasifizierung zwischengespeichert.

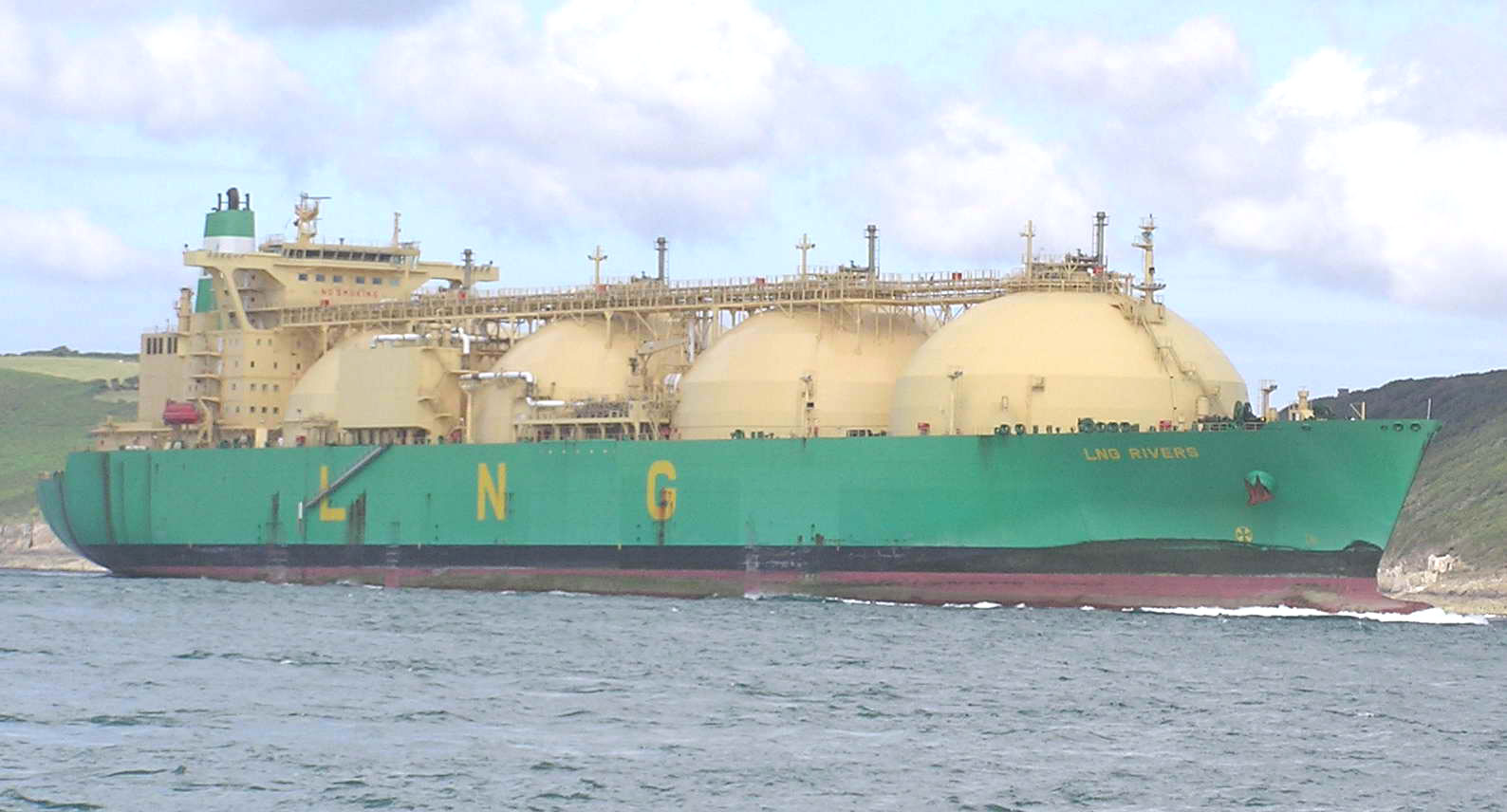
Gastanker LNG Rivers mit Kugeltanks

Für den anschließenden Transport stehen verschiedene Transportmittel zur Verfügung. Auf dem Hauptlauf werden größere Transportmittel mit größeren Gefäßgrößen eingesetzt und für die Feinverteilung kleinere. Für den Wasserverkehr stehen Spezialschiffe zur Verfügung, auf die das LNG gepumpt wird, die zu einem anderen LNG-Terminal fahren und das LNG dort wieder mit den schiffseigenen Ladungspumpen an Land fördern. Die im Verlauf der letzten Jahre immer größer gebauten Schiffe mit gut isolierten Kugel- oder zunehmend mit Membrantanks werden gemäß Sicherheitskategorie auch als 2G-Tanker bezeichnet. Die größten derzeit eingesetzten LNG-Tanker gehören zur Größenklasse Q-Max.
Der Landtransport kann mittels Rohrleitungen, Kesselwagen im Schienengüterverkehr und Tankwagen im Straßenverkehr erfolgen. Im kombinierten Verkehr werden auch Tankcontainer für den LNG-Transport eingesetzt.
Das LNG wird danach durch Umladen auf kleinere Tanker oder nach einer Umwandlung in den gasförmigen Zustand in Rohrleitungen zu einem weiteren Verteiler (Hub) oder direkt zu Ferngas-Gesellschaften weitertransportiert.
Die Transportwirtschaftlichkeitsgrenze von Flüssigerdgas liegt bei mehr als 3000 bis 5000 Kilometern, darunter ist der Transport per Erdgas-Pipeline als verdichtetes Erdgas (CNG, Compressed Natural Gas) wirtschaftlicher. Die Transportwirtschaftlichkeitsgrenze ist von verschiedenen Faktoren abhängig, u. a.:
- Wahl des Transportmittels
- Leistungsfähigkeit des Transportmittels
- Bereits vorhandene Infrastruktur

Zusätzlich kann aufgrund von politischen und geografischen Rahmenbedingungen bereits bei geringeren Entfernungen die Verwendung von LNG sinnvoll sein.

## Umrechnung zum Energiegehalt
Nachdem Erdgas unterschiedliche Zusammensetzungen hat, gibt es auch keine exakt richtigen Werte für dessen physikalische Kennwerte. Näherungswerte sind 420 kg/m³ für flüssiges Methan knapp unter dem Siedepunkt, 450 kg/m³ für Flüssigerdgas und ein Heizwert des Flüssigerdgases von rund 22 MJ/Liter bzw. 6 kWh/Liter. Für gasförmiges Erdgas unter Normalbedingungen sind 0,8 kg/m³ als Dichte, 10 kWh/m³ als Heizwert und 11 kWh/m³ als Brennwert gerundete Orientierungswerte. Der massenbezogene Heizwert von 13 kWh/kg (47 MJ/kg) bzw. eine Spanne von 10–14 kWh/kg gilt unabhängig von der Dichte für gasförmiges und flüssiges Erdgas gleichermaßen.

## Wirtschaftliche Bedeutung

Wirtschaftliche Bedeutung von LNG

Der weltweite Absatz von verflüssigtem Erdgas erreichte 2019 sein bisheriges Maximum mit 315 Mio. Tonnen, die Produktionskapazität lag 2015 um 308 Mio. Tonnen. Katar ist der weltweit größte Exporteur von Flüssigerdgas. Die Gasindustrie von Katar besitzt eine Produktionskapazität von 77 Mio. Tonnen LNG im Jahr und liefert ein Viertel des weltweiten LNG-Verbrauchs, mehr als Indonesien, Algerien und Russland (Stand bis 2011). Der LNG-Produzent Qatargas arbeitet mit ExxonMobil, Total, Mitsui, Marubeni, Conoco, Philips und Shell zusammen, der Produzent RasGas (nach der Industriestadt Ras Laffan im Norden der Halbinsel von Katar) mit ExxonMobil, Korea RasGas LNG, Petronet LNG und Itochu.
Ende 2015 bestand ein großes Überangebot an verflüssigtem Erdgas. Katar hatte ein Drittel seiner Produktionskapazität nicht verkaufen können und zwischen 25 und 35 Mio. Tonnen aus US-Produktion waren noch nicht an Endabnehmer verkauft. Drei chinesische und ein indischer Importeur versuchten, LNG weiterzuverkaufen, zu dessen Abnahme sie sich verpflichtet hatten. Experten schätzten, dass die Produktionskapazität den Bedarf um jährlich 70 Mio. Tonnen übersteigt, auch in den nächsten Jahren. Der Bau weiterer Verflüssigungsanlagen werde die überschüssige Produktionskapazität bis 2020 sogar auf 150 Mio. Tonnen pro Jahr ansteigen lassen.
Die größten LNG-Exporteure waren 2019 Katar und Australien mit jeweils über 100 Milliarden m³. Alle anderen Exporteure lagen bei unter 50 Milliarden m³. Besondere Bedeutung hat LNG wegen der langen Transportwege für Länder im Fernen Osten, etwa Japan. Die Kosten für Offshore-Pipelines von den Förderstätten für Erdgas bis in diese Länder wären zu hoch. Zusammen mit Südkorea und Taiwan gehen fast 80 % der globalen LNG-Exporte in diese asiatischen Wirtschaftsmächte, wobei Japan mit über 100 Milliarden m³ knapp die Hälfte davon bezieht. Auch Großbritannien, Italien und Belgien importieren LNG. Europa hat 2019 insgesamt 119,8 Milliarden m³ LNG importiert.

### Deutschland
In Deutschland gibt es sechs LNG-Terminals an vier Standorten, die sich seit Anfang 2023 in Betrieb oder noch in Bau befinden: 

Das erste LNG-Terminal in Deutschland wurde von Mai bis November 2022 als LNG-Terminal Wilhelmshaven errichtet und befindet sich seit Mitte Januar 2023 im Regelbetrieb. Eine zweite Anlage in Wilhelmshaven soll 2024 fertiggestellt sein, weitere Anlagen sollen folgen. Am 20. Januar 2023 wurde das German LNG Terminal in Brunsbüttel eröffnet. Auch das LNG-Terminal Deutsche Ostsee in Lubmin ist seit Januar 2023 in Betrieb. Eine weitere Anlage am selben Standort, das LNG-Terminal Lubmin, ist im Januar 2023 in Betrieb genommen worden. Darüber hinaus entsteht derzeit das schwimmende LNG-Terminal Stade.

### Finnland
Die finnische Regierung hat mit Genehmigung der Europäischen Union Investitionshilfen für den Bau einer Reihe von LNG-Terminals an der finnischen Küste bewilligt. Ziel ist es, den Wettbewerb auf dem finnischen Gasmarkt, der noch ganz von Einfuhren aus Russland abhängt, zu beleben. Außerdem soll die Einfuhr von LNG Erdgas auch in Regionen bringen, die bisher außer Reichweite des Pipeline-Netzes sind, das sich auf den äußersten Süden des Landes beschränkt. Der erste Terminal mit einer Kapazität von 30.000 m³ wurde im Jahr 2016 am Hafen von Pori eröffnet. Der im Bau befindliche Terminal in Tornio mit einer Kapazität von 50.000 m³ soll im Jahr 2018 festgestellt werden. Der Baubeginn eines dritten Terminals in Hamina mit einer Kapazität von 30.000 m³ ist noch für das Jahr 2017 vorgesehen.

### Polen
Das Ende 2015 eröffnete Flüssiggasterminal Świnoujście befindet sich weniger als 10 Kilometer von der deutschen Grenze entfernt.

### USA
Die LNG-Technologie ist vergleichsweise jung und in den USA besonders interessant, da sich so Erdgas mit Tankern über Meere hinweg exportieren lässt. Erdgasvorkommen finden sich im Golf von Mexiko, in Montana, North und South Dakota bis zu den marinen Sedimentgesteinen der Marcellusformation, die sich im Appalachenbecken abgelagert haben. In Pennsylvania führte die Entdeckung umfangreicher Erdgasvorkommen Anfang des 21. Jahrhunderts zu einer explosionsartigen Zunahme von Erdgasbohrungen. Aus Pennsylvania allein kommt mehr als 20 Prozent des gesamten in den Vereinigten Staaten geförderten Erdgases. Der Frackingboom hat dem Staat Einnahmen in Milliardenhöhe beschert. Erdgas wurde in den Vereinigten Staaten von der Trump-Regierung stark gefördert. Als Versuch, das Image von Erdgas zu verbessern, wurde es in Freiheitsgas umbenannt. Die Obama-Regierung versuchte, Methanemissionen zu begrenzen, indem sie von den Unternehmen verlangte, die Methanfreisetzung aus Bohrungen, Pipelines und Lagerstätten zu begrenzen. Die Trump-Regierung hob diese Maßnahmen jedoch wieder auf und verkündete, dass dies der Industrie Millionen von Dollar sparen würde.

## Nutzung als Kraftstoff

### Schiffsverkehr

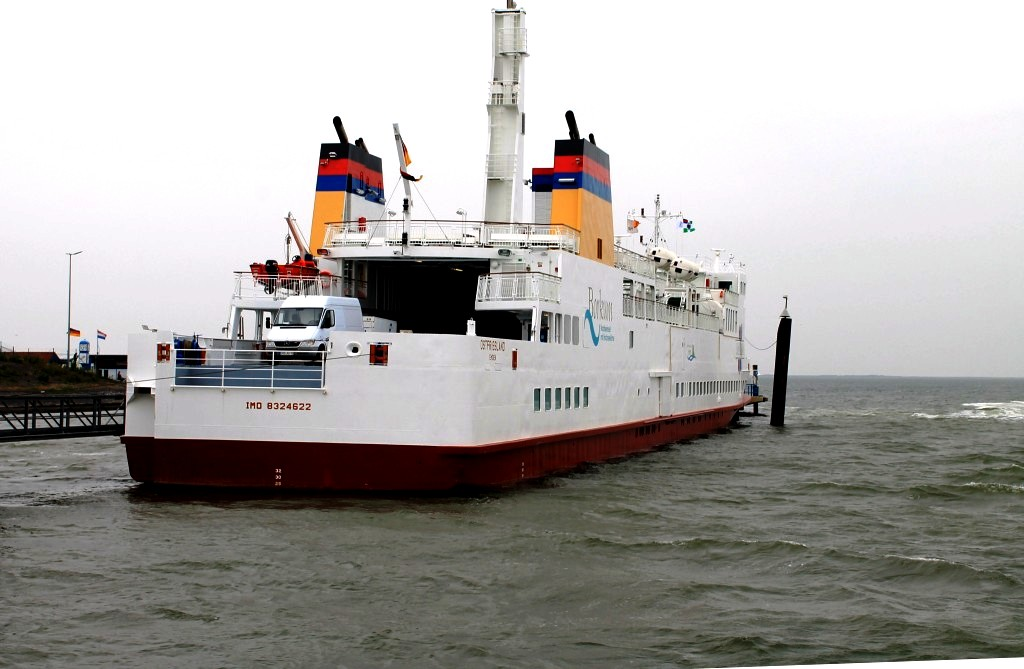
Die Fähre Ostfriesland der AG Ems, das erste mit Flüssigerdgas unter deutscher Flagge betriebene Schiff, hat am 17. Juni 2015 in Borkum angelegt

Besonders in der Schifffahrt nimmt die Bedeutung der Nutzung von LNG als Kraftstoff zum Antrieb von Verbrennungsmotoren zu. Gerade bei Flüssiggastankern, die LNG transportieren, bietet sich dieses an. Inzwischen wird ein Vorteil aber auch bei der Nutzung anderer Schiffstypen gesehen. Hierfür sind jedoch Bunkerstationen in den Häfen erforderlich, in denen LNG zur Verfügung steht. Im Jahr 2015 gab es zwei Containerschiffe, deren Maschinen ausschließlich mit LNG betrieben wurden. Im Juni 2015 wurde mit der auf LNG-Antrieb umgerüsteten Ostfriesland auch ein kommerziell genutztes Fährschiff in Dienst gestellt. Im Dezember 2015 absolvierte die Helgoland als erstes in Deutschland gebautes Fahrgastschiff mit LNG-Antrieb ihre Jungfernfahrt. Seit Mai 2016 wird die AIDAprima während ihrer Liegezeit in den Häfen von Le Havre, Hamburg, Southampton und Zeebrügge mit Flüssigerdgas versorgt. Die im Dezember 2018 in Dienst gestellte AIDAnova ist das erste Kreuzfahrtschiff, das mit Flüssiggas betrieben werden kann. Nach ihrer Fertigstellung voraussichtlich im Jahr 2019 werden auch die Containerschiffe des CMA CGM 22.000-TEU-Typs mit LNG angetrieben, womit der Kraftstoff angesichts der 2020 bevorstehenden Schwefelgrenzwerte in Schiffstreibstoffen Einzug in den Bereich der größten Containerschiffe der Welt erhält. Im Juni 2019 gab es laut SEA-LNG-Report insgesamt 163 Schiffe mit LNG-Antrieb, 155 waren in Auftrag gegeben. Im Februar 2020 waren 175 Schiffe mit LNG-Antriebsmöglichkeit in Fahrt und 203 bestellt. Zum Vergleich: zum gleichen Zeitpunkt gab es 192 Schiffe mit Elektroantrieb (Batterie und Hybrid), weitere 196 in Bau oder geplant.

### Straßenverkehr

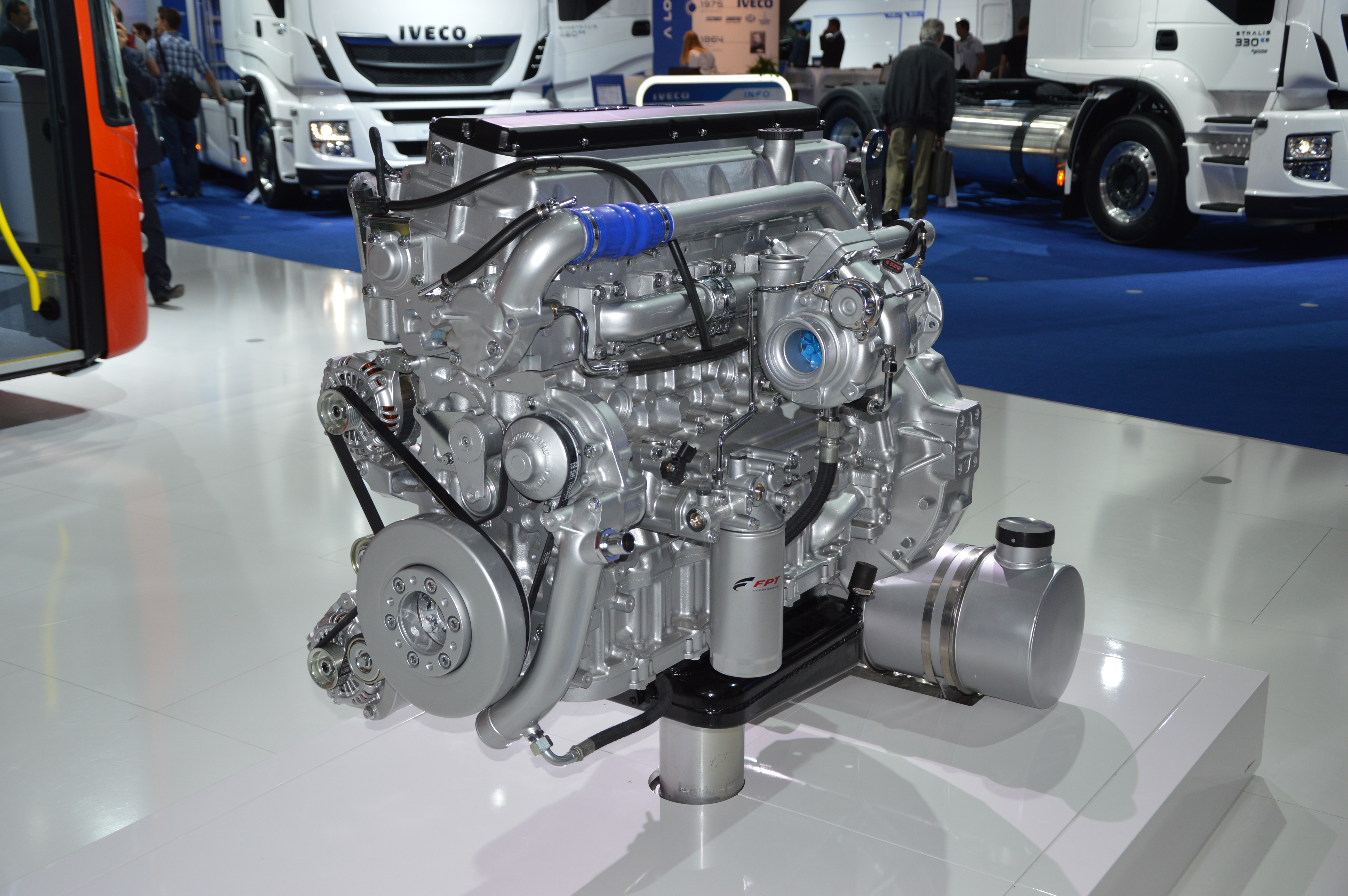
Der Iveco Cursor 8 gilt als einer der ersten LNG-Motoren für den Schwerlastverkehr in Europa

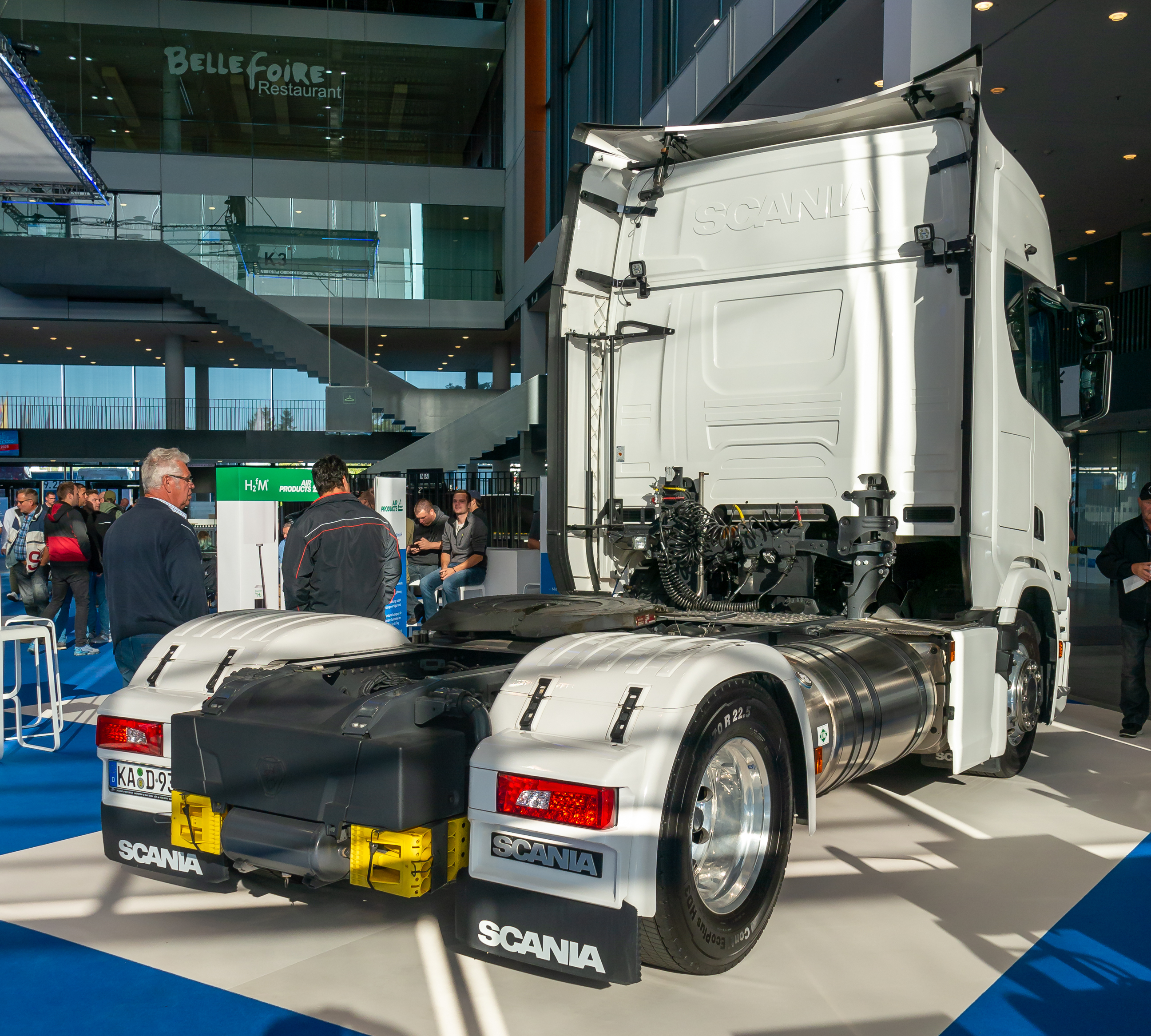
Scania R410-Sattelschlepper mit LNG-Antrieb. Gut zu erkennen: der zylindrische Flüssigerdgas-Tank rechts.

In Deutschland sind rund 5.000 LNG-Lkw zugelassen (Stand April 2022). Europäischer Vorreiter in diesem Segment ist Iveco, der bereits 2014 einen fernverkehrstauglichen LNG-Motor anbot. Darüber bieten auch die schwedischen Hersteller Scania und Volvo LNG-Lkw an. Je nach Tankkonfiguration wird dabei eine Reichweite bis zu 1.600 Kilometer ohne Nachtanken erzielt, was der eines Diesel-Lkw entspricht.

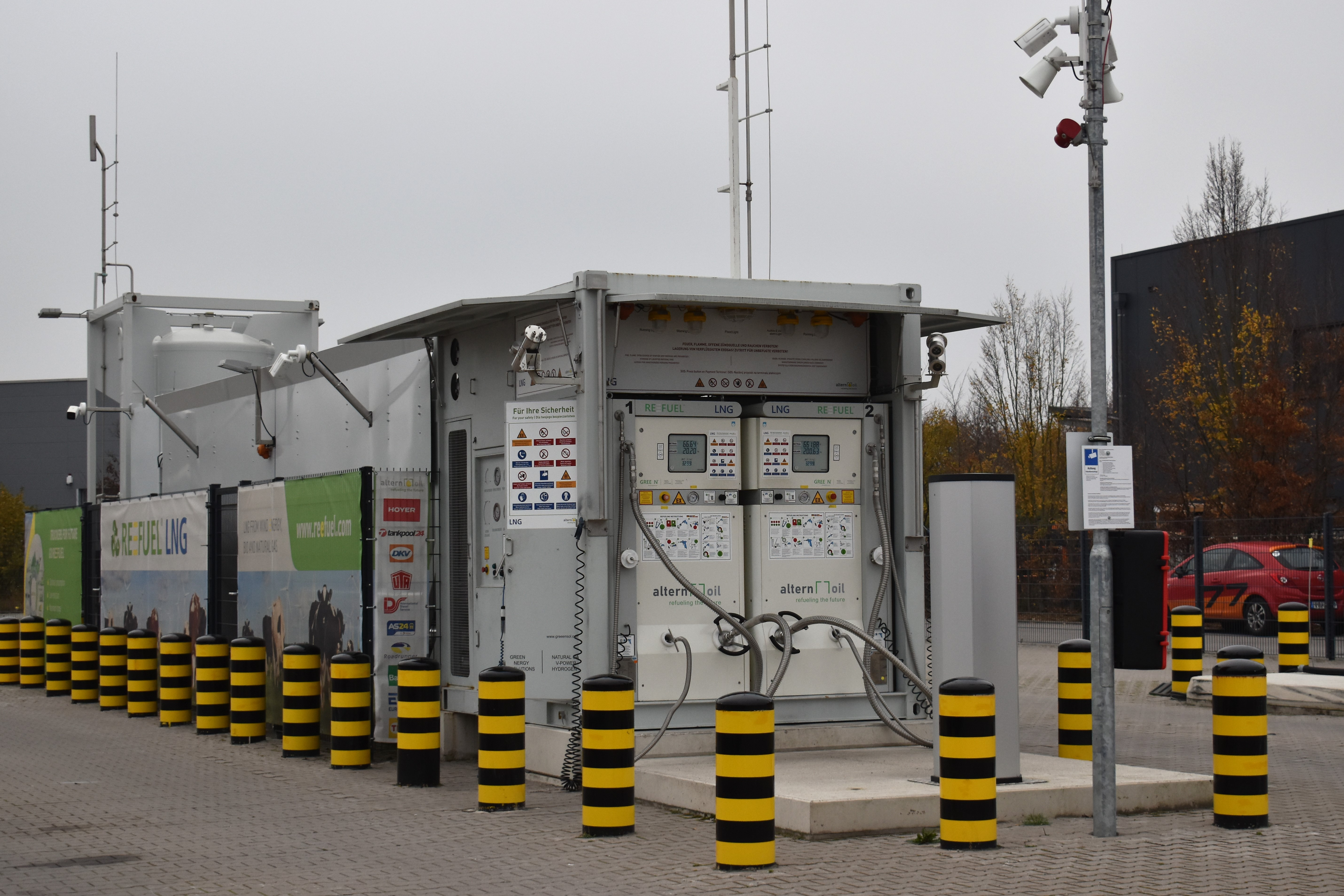
LNG-Tankstelle in Höver (Sehnde) bei Hannover

Die Infrastruktur für die Betankung wird zunehmend ausgebaut: Waren 2016 in Deutschland lediglich zwei LNG-Tankstellen errichtet, so gibt es derzeit bereits 160 (Stand Februar 2023); in der Schweiz und in Österreich gibt es jeweils drei. Die EU und die EFTA-Staaten kommen gemeinsam auf 638 solcher Tankstellen. Die Kosten, um eine LNG-Tankstelle aufzubauen und betriebsfähig zu machen, belaufen sich ungefähr auf 1½ Millionen Euro. In der Schweiz wurde die erste LNG-Tankstelle im Jahr 2019 im Warenverteilzentrum von Lidl Schweiz in Weinfelden eröffnet. Alle LNG-Tankstellen sind nur für die Betankung von LNG-Lkw ausgelegt.
Weltweit führend bei der Nutzung von LNG im Straßenverkehr ist die Volksrepublik China: Bei einem Bestand von mehr als 3.000 LNG-Tankstellen (Stand 2021) sind dort rund 600.000 LNG-betriebene Lastkraftwagen und Busse im Einsatz.

### Schienenverkehr
LNG wird teilweise auch zum Antrieb von Gasturbinenlokomotiven benutzt. Ein Beispiel ist die russische Baureihe ГT1.

## Floating Liquefied Natural Gas (FLNG)
Im Gegensatz zum praktizierten Verfahren, auf See gefördertes Erdgas per Pipeline zu einer nahen Küste zu leiten und dort in Flüssigerdgas umzuwandeln, zielt die Methode FLNG darauf ab, das Erdgas bereits auf See – nahe der Förderstelle – zu verflüssigen, zwischenzulagern und auf Transportschiffe umzuschlagen. Dies soll auf quasi stationär in der Nähe der Förderstellen positionierten Großschiffen geschehen, ähnlich dem bei der Erdölförderung praktizierten Verfahren FPSO. Auf diese Weise lassen sich insbesondere küstenferne Erdgaslagerstätten erschließen, deren Ausbeutung bislang infolge der hohen Kosten für die Verlegung und den Betrieb einer Pipeline unwirtschaftlich ist.
Eines der FLNG-Projekte ist Prelude von Royal Dutch Shell (Mehrheitsbeteiligung) und INPEX Corporation, das westlich von Australien im Browse Basin im Jahr 2018 die Bohrung aufnehmen soll. Aus Kostengründen ist die weltweite Erdgasindustrie derzeit aber nicht dabei, weitere FLNG-Pläne umzusetzen.

## Gefahren

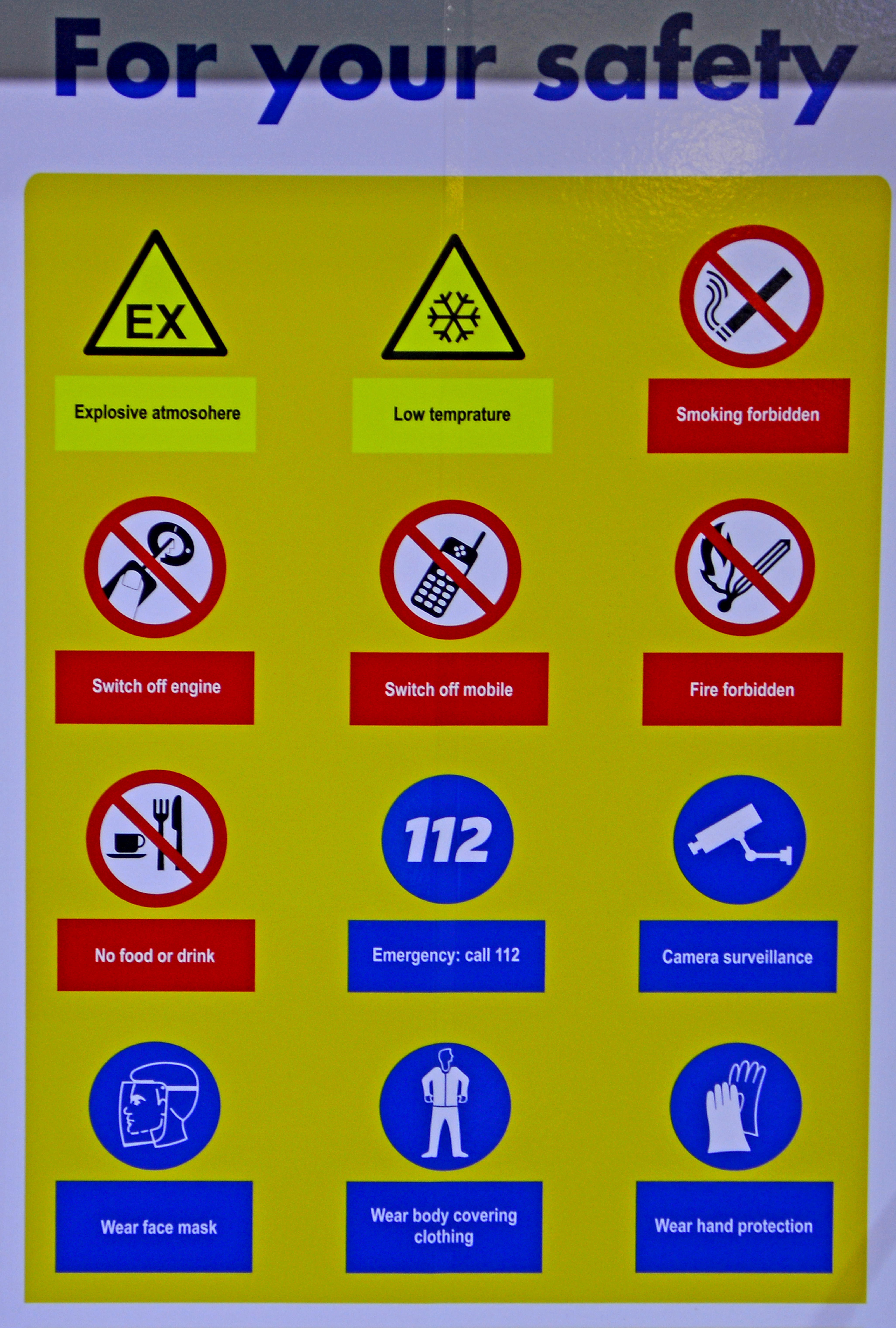
ISO 7010-Warnschilder an einer LNG-Tankstelle

Im LNG-Terminal besteht die Gefahr einer Entzündung des Gases bei der Verflüssigung oder der Vergasung sowie bei Austritt der tiefkalten Flüssigkeit aus ihrem Transport- oder Lagerbehälter. 
 Im flüssigen Zustand, etwa beim Betanken, ist das Gas aufgrund der sehr niedrigen Temperatur nicht entzündlich. LNG ist ungiftig und verdampft bei einem eventuellen Austritt.
Da beim Tanken die niedrige Temperatur gehalten werden muss, um den flüssigen Zustand zu erhalten, sind gleichwohl Sicherheitsvorschriften zu beachten:
Hautkontakt führt zu Erfrierungen, ungeschützter Stahl kann Sprödbrüche erleiden.
Der Kraftstofftank ist mit einem Erdungskabel zu erden. Der Tankanschluss sollte bei jedem Tankvorgang gereinigt und getrocknet werden. Ansonsten besteht die Gefahr, dass die Verbindung am Tankanschluss festfriert.
Wo verdampftes Methangas den Sauerstoff verdrängt, besteht Erstickungsgefahr.
Bei Austritt in Wasser verdampft die kalte Flüssigkeit aufgrund der hohen Wärmeleitfähigkeit des Wassers schnell. Dies sei insbesondere bei der Nutzung als Kraftstoff für die Schifffahrt zu beachten, so eine Sicherheits- und Risikostudie, die im April 2015 im Rahmen des LNG-Masterplan Rhein–Main–Donau erstellt wurde.

## Treibhausgas-Bilanz
Die Nutzung von LNG als Kraftstoff wird aus Umweltsicht kritisch gesehen. Bei der Nutzung als Antrieb in Verbrennungsmotoren ohne Abgasbehandlungskatalysator kann in bestimmten Betriebszuständen das in LNG vorhandene Methan nicht vollständig verbrannt werden und gelangt durch den Auspuff in die Atmosphäre. Dies sind relativ kleine Mengen (1 bis 2 Prozent), aber durch eine etwa 32-fach höhere Treibhausgas-Wirkung (Erwärmung der Atmosphäre) als Kohlendioxid ist die Nutzung von LNG klimaschädlicher, als sie rein durch die Emissionen aus der Verbrennung des Kraftstoffs wäre.
Im Vergleich zum Transport von Erdgas in Pipelines hat LNG für kurze Überbrückungsdistanzen eine ungünstigere Treibhausgas-Bilanz. Sie ist auf die erforderliche zusätzliche Verarbeitung, den vergleichsweise höheren Verdampfungsverlust während des Transportes und den höheren Energieaufwand während der Produktion, der Verflüssigung, der Betankung, dem Transport und der Lagerung zurückzuführen. Je kürzer die Transportstrecke ist, desto besser ist die CO₂-Bilanz von Pipelines, doch auch deren Querschnitt in Relation zur transportierten Gasmenge und der Druck sowie dessen Erzeugung an den Verdichterstationen spielen eine Rolle.
Die Prozesskette von LNG vor der Einspeisung in das Gasnetz besteht aus verschiedenen Prozessschritten (Gasförderung, Gasaufbereitung, Verflüssigung, LNG-Transport, Entladung und Speicherung, Regasifizierung). Die GFS der Europäischen Kommission hielt im Jahr 2010 die LNG-Prozesskette für Treibhausgas-intensiver, als Erdgas über Pipelines zu transportieren. Nach Meinung der Autoren einer (geopolitischen) Studie aus dem Jahr 2016 lohnt sich hingegen der Einsatz von LNG ab einer Entfernung von 6000 Kilometern.
Leckagen („Methanschlupf“) und somit auch die Treibhausbilanz sind allerdings immer auch vom Alter der jeweiligen technischen Anlagen abhängig. Modernere (und zumeist größere) Anlagen zeigen einen geringeren „Methanschlupf“ als ältere Anlagen. Die Prozesskette von LNG vor der Einspeisung in das Gasnetz besteht aus verschiedenen Prozessschritten, in denen jeweils unterschiedliche Emissionentypen (Leckagen) auftreten können. Die nachfolgende Tabelle zeigt eine Übersicht zu den Emissionen zweier Prozessschritte (Siehe dazu auch die Studie, den Beleg, zur nachfolgenden Tabelle). Die Werte gelten jeweils für Energieversorgung bzw. zugehörige Stromerzeugung mit fossilen Brennstoffen, häufig erfolgt dies ebenfalls mit Erdgas, auch in den größten Exportländern Katar und Australien trotz der hervorragenden Verhältnisse für Solarstromerzeugung. Eine Studie aus den USA zum LNG-Export zeigt, dass die Treibhausgasemissionen bei der durchschnittlichen Route 44%-200% größer sind als die von heimisch geförderter Kohle.
| Prozessschritt             | Zahlenwerte in der Literatur | Einheit                    |
| -------------------------- | ---------------------------- | -------------------------- |
| Verflüssigung, Kleinanlage | 8.167 – 16.667               | g CO2-Äquivalent / GJ      |
| Verflüssigung, Großanlage  | 4.167 – 8.333                | g CO2-Äquivalent / GJ      |
| Transport, Pipeline        | 0,64 – 5,28                  | g CO2-Äquivalent / km / GJ |
| Transport, Seeschiff       | 2.500 und 5.250              | g CO2-Äquivalent / GJ      |

### Anstieg der Methanwerte in der Atmosphäre
Methan wirkt als Treibhausgas innerhalb von zwanzig Jahren fast hundertmal stärker als CO2. Das bedeutet, dass es nicht nur dann eine Erwärmung verursacht, wenn es im Zuge der Energiewandlung verbrannt wird und CO2 freisetzt, sondern auch, wenn es selbst in die Atmosphäre entweicht. Bei der hydraulischen Frakturierung – dem Fracking wird Grundgestein aufgebrochen, um an schwer zu erschließende Erdgasvorkommen zu gelangen. Durch diesen Prozess entweicht zwangsläufig ein Teil des Methans direkt in die Atmosphäre (Methanschlupf).
Untersuchungen aus dem Jahr 2020 haben gezeigt, dass der sprunghafte Anstieg der Methanwerte in der Atmosphäre in den letzten Jahrzehnten auf die Erdgasförderung zurückzuführen ist und nicht aus der Landwirtschaft und Viehzucht oder natürlichen Quellen wie Torfmooren und schmelzendem Permafrost stammt. Außerdem ist der Anstieg von Methan für bis zu 25 Prozent der Erwärmung in diesem Zeitraum verantwortlich. Aus der Verknüpfung der Fakten lässt sich die Schlussfolgerung ziehen, dass der Methanschlupf aus dem Fracking erheblich zur Erwärmung beiträgt – und zwar in etwa dem Maße, wie die nominell gesunkenen CO2-Emissionen aufgrund der Umstellung von Kohle auf Gas.

## Fernseh-Beiträge
- LNG: Schmutziges Flüssiggas, 44:35 Minuten, NDR-Dokumentation vom 16. Oktober 2023.